# Monica Calhoun
Monica Calhoun, née le 29 juillet 1971 à Philadelphie, est une actrice américaine.
Elle est surtout connue pour ses rôles dans les films Bagdad Café (1987), The Players Club (1998), The Salon (2005), Le Mariage de l'année (1999) et sa suite The Best Man Holiday (2013).